# 宮地昭範
宮地 昭範（みやじ あきのり、1948年（昭和23年）7月28日 - ）は、日本の政治家、労働運動家。元岡山県津山市長（2期）。

## 来歴
久米郡柵原町（現美咲町）出身。1967年（昭和42年）3月、岡山県立津山商業高等学校卒業。高校では野球部に在籍し、2年生のとき投手で県大会で優勝した経験を持つ。同年5月、津山市役所に採用される。1984年（昭和59年）から市職員労働組合副委員長、1992年（平成4年）から全日本自治団体労働組合県本部副委員長をそれぞれ2年間務めるなど「組合の闘士」として鳴らした。
2005年（平成17年）4月、環境生活部次長に就任。2009年（平成21年）3月、津山市役所を退職。
2010年（平成22年）2月21日に行われた津山市長選挙に出馬。現職の桑山博之との一騎打ちを制し初当選した（宮地：27,198票、桑山：21,063票）。投票率は56.85％。任期は同年3月18日からであったが、桑山が2月23日に市議会議長に辞表願を提出、市議会が3月定例会初日の3月1日に全会一致で辞職に同意したため3月2日付で繰上就任した。
2014年（平成26年）、自由民主党所属の前県議の谷口圭三を破り再選（宮地：26,818票、谷口：20,607票）。投票率は56.79％。
2018年（平成30年）の市長選で再び谷口との一騎打ちとなるも破れる（谷口：25,800票、宮地：20,803票）。任期満了となる3月1日を前に、辞職届を提出した。2月26日開会の市議会定例会で辞職が同意され、同日付で失職した。